# العلاقات البيروية الجنوب سودانية
العلاقات البيروفية الجنوب سودانية هي العلاقات الثنائية التي تجمع بين بيرو وجنوب السودان.

## مقارنة بين البلدين
هذه مقارنة عامة ومرجعية للدولتين:
| وجه المقارنة                                              | بيرو                                   | جنوب السودان                  |
| --------------------------------------------------------- | -------------------------------------- | ----------------------------- |
| المساحة (كم2)                                             | 1.29 مليون                             | 619.75 ألف                    |
| عدد السكان (نسمة)                                         | 32.16 مليون                            | 12.58 مليون                   |
| الكثافة السكانية (ن./كم²)                                 | 24.93                                  | 20.3                          |
| العاصمة                                                   | ليما                                   | جوبا                          |
| اللغة الرسمية                                             | اللغة الإسبانية، اللغة الأيمرية، كتشوا | لغة إنجليزية                  |
| العملة                                                    | سول بيروفي جديد                        | جنيه جنوب سوداني، جنيه سوداني |
| الناتج المحلي الإجمالي (بليون دولار)                      | 211.39 مليار                           | 2.90 مليار                    |
| الناتج المحلي الإجمالي (تعادل القوة الشرائية) بليون دولار | 393.13 مليار                           | 22.88 مليار                   |
| الناتج المحلي الإجمالي الاسمي للفرد دولار أمريكي          | 6.03 ألف                               | 73                            |
| الناتج المحلي الإجمالي للفرد دولار أمريكي                 | 11.99 ألف                              | 2.02 ألف                      |
| مؤشر التنمية البشرية                                      | 0.740                                  | 0.467                         |
| رمز المكالمات الدولي                                      | +51                                    | +211                          |
| رمز الإنترنت                                              | .pe                                    | .ss                           |
| المنطقة الزمنية                                           | توقيت بيرو، 00                         | ت ع م+03:00                   |

## منظمات دولية مشتركة
يشترك البلدان في عضوية مجموعة من المنظمات الدولية، منها:
| علم المنظمة | اسم المنظمة                               | تاريخ انضمام بيرو | تاريخ انضمام جنوب السودان |
| ----------- | ----------------------------------------- | ----------------- | ------------------------- |
|             | مؤسسة التنمية الدولية                     | 30 أغسطس 1961     | 18 أبريل 2012             |
|             | يونسكو                                    | 21 نوفمبر 1946    | 27 أكتوبر 2011            |
|             | وكالة ضمان الاستثمار متعدد الأطراف        | 2 ديسمبر 1991     | 18 أبريل 2012             |
|             | الأمم المتحدة                             | 31 أكتوبر 1945    | 14 يوليو 2011             |
|             | الاتحاد البريدي العالمي                   | ?                 | ?                         |
|             | البنك الدولي للإنشاء والتعمير             | 31 ديسمبر 1945    | 18 أبريل 2012             |
|             | الاتحاد الدولي للاتصالات                  | 12 يوليو 1915     | 3 أكتوبر 2011             |
|             | مؤسسة التمويل الدولية                     | 20 يوليو 1956     | 18 أبريل 2012             |
|             | المركز الدولي لتسوية المنازعات الاستشارية | 8 سبتمبر 1993     | 18 مايو 2012              |
|             | منظمة الشرطة الجنائية الدولية             | ?                 | ?                         |

## وصلات خارجية
- موقع وزارة الخارجية البيروفية
- موقع وزارة الخارجية الجنوب سودانية